# Raphael Ritz
Raphael Ritz   (Brig, 17 de gener de 1829 - Sion, 11 d'abril de 1894), nascut Maria Joseph Franz Anton Raphael Ritz, anomenat Alpen-Raphael o Walliser-Raphael va ser un pintor de gènere i paisatgista suís, associat a l'escola de Düsseldorf.

## Biografia
Va ser el segon dels quatre fills nascuts de Lorenz Justin Ritz, pintor d'església i retratista, i la seva dona Josefa-Klara. El 1839 es van traslladar de Brig a Sió i la seva mare va morir el 1842. Va rebre les seves primeres lliçons de dibuix del seu pare. De 1851 a 1853, va estudiar amb el seu oncle, Heinrich Kaiser, que també era pintor d'església i retratista.

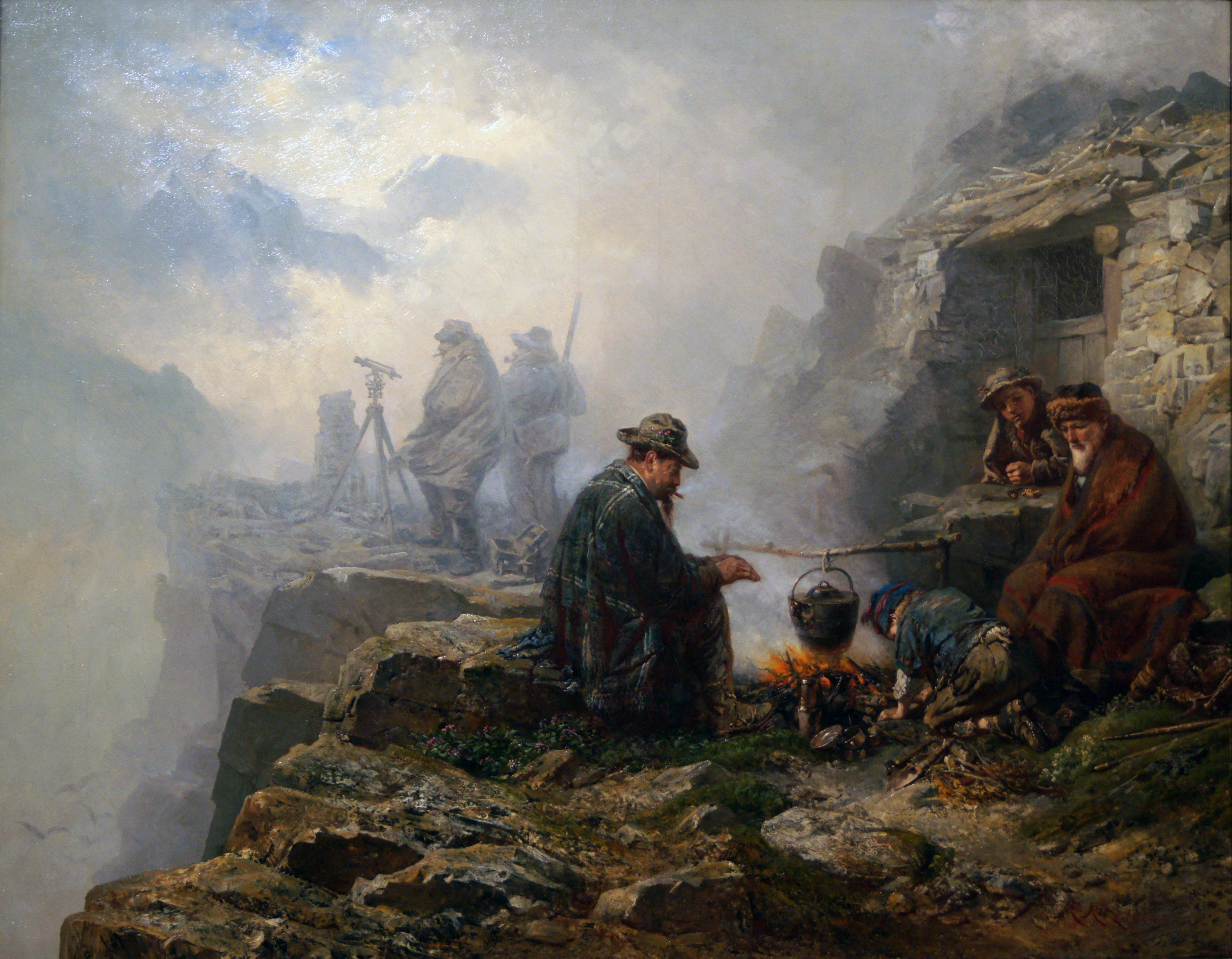
Enginyers a la Muntanya

El seu pare estava disgustat amb el seu interès per la pintura de paisatges i, com que també havia expressat un interès per la ciència durant la seva educació secundària, se li va proposar seguir aquest curs, en lloc d'art. Tanmateix, va entrar en contacte amb els pintors natzarens Paul von Deschwanden i Theodor von Deschwanden (1826–1861) i, sobre la base dels seus consells, es va matricular a la Kunstakademie de Düsseldorf. Hi va estar entre 1853 i 1856. Entre els seus instructors hi havia Heinrich Mücke, Carl Ferdinand Sohn, Friedrich Wilhelm Schadow i Theodor Hildebrandt.

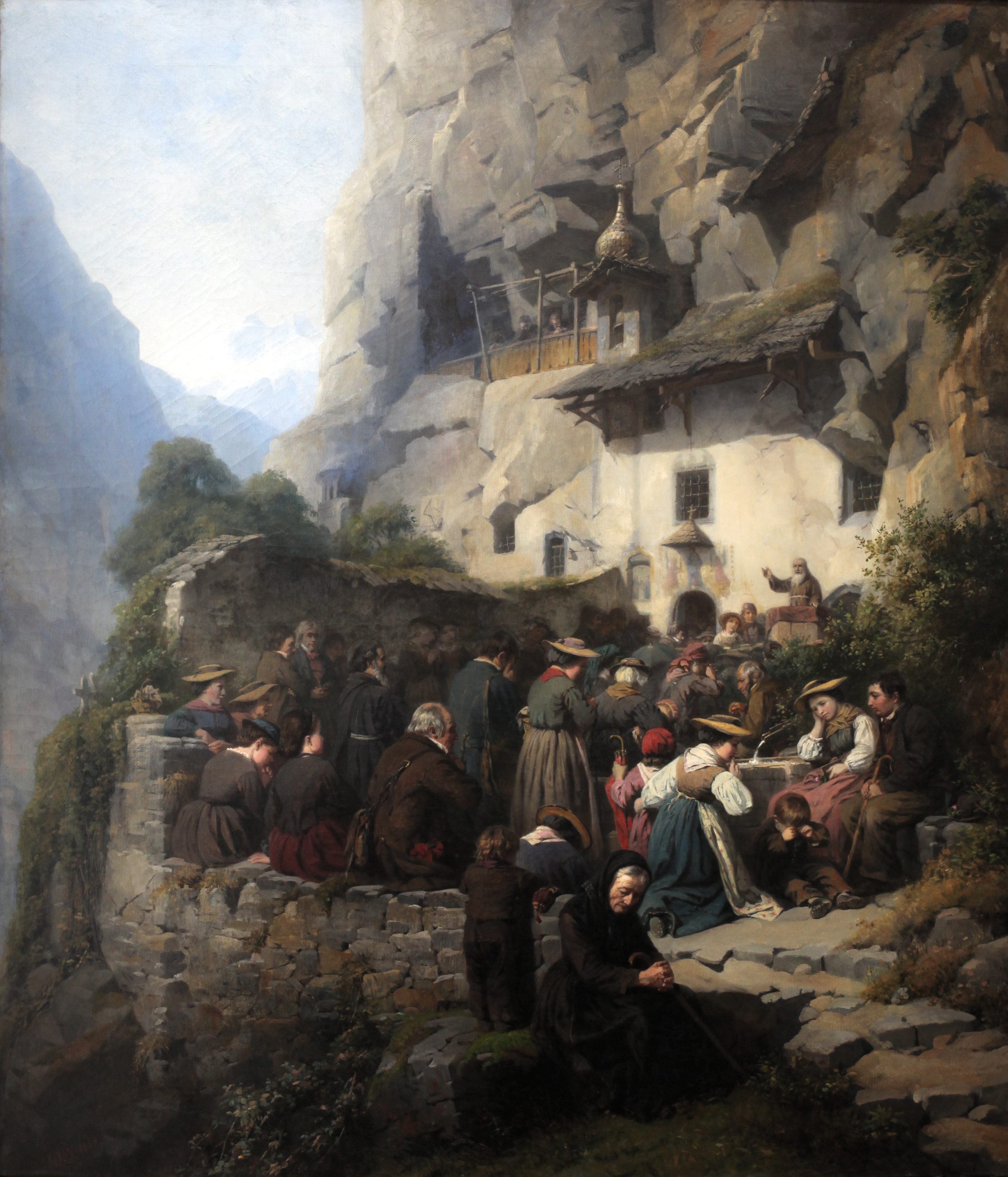
Pelegrinatge a Longeborgne

Després de 1860, va treballar als estudis de Rudolf Jordan, que el va introduir a la pintura de gènere amb motius de la vida popular. El 1862, va tenir el seu primer gran èxit quan una de les seves obres va ser comprada pel Kaiser Guillem I en una exposició a Brussel·les. Això li va permetre obrir el seu propi estudi a Düsseldorf. No obstant això, només hi va estar un any, quan l'empitjorament de la salut del seu pare el va obligar a tornar a casa i col·laborar en la creació de diversos retaules. Després de tornar a Düsseldorf, ell mateix es va emmalaltir i va decidir tornar a Sion definitivament.
En els anys següents, no només va pintar, sinó que també va escriure nombroses obres sobre biologia, geologia, arqueologia i folklore. Molts d'aquests escrits van ser publicats en els anuaris del Schweizer Alpen-Club, del qual era membre. El 1874, es va allotjar a un balneari d’Albisbrunn on va conèixer i es va casar amb Caroline Nördlinger, filla d'un enginyer de Tübingen. Van tenir cinc fills, inclòs el matemàtic i físic Walther Ritz. Posteriorment va participar en la creació del Museu Nacional Suís i va ser membre de diversos grups dedicats a la preservació històrica.
Una malaltia no especificada va començar a afectar-lo el 1889 i va provocar la seva mort el 1894.